# 高林純示
高林 純示（たかばやし じゅんじ、1956年10月1日 - ）は、日本の農学者。農学博士、京都大学名誉教授。化学生態学の研究を専門としている。

## 研究
害虫により食害を受けた植物は、その害虫の天敵となる昆虫を誘引する植食者誘導性植物揮発性物質を分泌する。こうした植物-天敵間、植物-害虫間、植物-植物間の生物間相互作用のメカニズムや、農業における生物的防除への応用についての研究を行う。これらの研究により、2000年3月に日本応用動物昆虫学会学会賞を受賞している。

## 経歴
1956年、兵庫県に生まれる。1980年、京都工芸繊維大学繊維学部卒業。1986年、京都大学大学院農学研究科博士課程単位取得。京都大学農学博士 論文の題は「カリヤサムライコマユバチの寄主発見行動の解発要因に関する研究。
1987年10月より京都大学農学部助手、1988年2月から1990年1月までワーゲニンゲン大学研究員、1995年5月より京都大学農学研究科助教授、2000年4月より京都大学生態学研究センター教授、2007年4月より2年間同センター長となる。2022年4月から京都大学名誉教授。

## 著書
- 高林純示（共著）『共進化の謎に迫る―化学の目で見る生態系』平凡社、1995年3月1日。ISBN 978-4582500349。
- 高林純示、田中利治『寄生バチをめぐる「三角関係」』講談社メチエ、1995年。ISBN 978-4062580434。
- 高林純示『虫と草木のネットワーク』東方出版、2007年5月7日。ISBN 978-4-86249-066-7。